# Медісон (округ, Небраска)
Шаблон:StateAbbr_ 41°55′ пн. ш. 97°36′ зх. д. / 41.92° пн. ш. 97.6° зх. д.
Округ Медісон (англ. Madison County) — округ (графство) у штаті Небраска, США. Ідентифікатор округу 31119.

## Історія
Округ утворений 1867 року.

## Демографія
За даними перепису 
2000 року 
загальне населення округу становило 35226 осіб, зокрема міського населення було 24541, а сільського — 10685.
Серед мешканців округу чоловіків було 17480, а жінок — 17746. В окрузі було 13436 домогосподарств, 8895 родин, які мешкали в 14432 будинках.
Середній розмір родини становив 3,12.
Віковий розподіл населення поданий у таблиці:
| Стать    | До 15 років | 15-21 | 22-29 | 30-39 | 40-49 | 50-65 | 65-85 | Понад 85 |
| -------- | ----------- | ----- | ----- | ----- | ----- | ----- | ----- | -------- |
| Чоловіки | 3993        | 2362  | 1777  | 2378  | 2642  | 2295  | 1805  | 228      |
| Жінки    | 3698        | 2112  | 1627  | 2279  | 2605  | 2374  | 2392  | 659      |

## Суміжні округи
- Пієрс — північ
- Вейн — північний схід
- Стентон — схід
- Платт — південь
- Бун — південний захід
- Антелоуп — північний захід

## Виноски
1. ↑  US Decennial Census. US Census Bureau. Архів оригіналу за 19 липня 2018. Процитовано 9 грудня 2014.
2. ↑  Historical Census Browser. University of Virginia Library. Архів оригіналу за 11 серпня 2012. Процитовано 9 грудня 2014.
3. ↑  Population of Counties by Decennial Census: 1900 to 1990. US Census Bureau. Архів оригіналу за 27 квітня 2015. Процитовано 9 грудня 2014.
4. ↑  Census 2000 PHC-T-4. Ranking Tables for Counties: 1990 and 2000 (PDF). US Census Bureau. Архів оригіналу (PDF) за 18 грудня 2014. Процитовано 9 грудня 2014.
5. ↑  State & County QuickFacts. US Census Bureau. Архів оригіналу за 7 червня 2011. Процитовано 21 вересня 2013.(англ.) Наведено за англійською вікіпедією.
6. ↑  American FactFinder. Бюро перепису населення США. Архів оригіналу за 26 лютого 2012. Процитовано 31 січня 2008.

| США | Це незавершена стаття з географії США. Ви можете допомогти проєкту, виправивши або дописавши її. |